# جوزي موهي
أوريلين جوزي موهي (بالفرنسية: Aurelien Josue Mohy)، لاعب كرة قدم إيفواري.
لعب سابقاً مع نادي دينغيويلي الإفواري و نادي كالوم ستار الغيني و نادي الترجي الجرجيسي التونسي و نادي الخريطيات واتحاد طنجة ونادي صحم العماني و نادي الحدود العراقي و نادي وج السعودي.

## روابط خارجية
- جوزي موهي على موقع قاعدة بيانات كرة القدم.إي يو (الإنجليزية)
- جوزي موهي على موقع Soccerway.com (الإنجليزية)